# 朱氏银斑蛛
朱氏银斑蛛（学名：Argyrodes zhui）为球蛛科银斑蛛属的动物。在中国大陆，分布于海南等地。该物种的模式产地在海南尖峰。